# 十八空论
《十八空論》，佛教論著，全一卷，原作者不詳，陳朝真諦譯，隋《仁壽錄》最初著錄，今收於《大正藏》第三十一冊瑜珈部下。

## 內容
十八空論內容可分三段，解釋十八空，次釋七種真如，詳說十勝智真實之義。

### 初段
解釋十八空的含義。內、外等前六空說明空體，又解行、非行等後十二空說明空用。次后說第十三至第十六共四種空（有法空、無法空、有法無法空、不可得空），即成十六空或十四空。

### 第二段
解釋七真如，引釋《解節經》所說七種真如，以七真如皆是第一義諦，同歸一味，即是七種真實的異名。

### 第三段
解釋十勝智，說明建立蘊、界、處等十種勝智，是為了用來破除執一者、因者、受者等十種我見，但只解說了一、二、三、四種勝智，其餘文缺佚。

## 考證
- 《十八空論》中三段文義並不連屬，因此被認為不成一部有體系的論書。
- 依現代佛教學者研究，《十八空論》三段是解釋世親《中邊分別論相品》內的十六空和《真實品》內的差別、善巧二種真實部分的文義，而由編者湊合成書
- 《十八空論》最後有「關於三性的根本義已如前釋，例難可得，不復重記」等語，可見原來還有其他部分編在一起
- 《十八空論》內有一部分和圓測《解深密經疏》及窺基《成唯識論述記》所引真諦《中邊分別論疏》文相符，被推測是真諦《中邊分別論疏》的片斷，並非譯本。